# Naftule Brandwein
Naftule Brandwein (né à 1884 à Przemyślany, en Autriche-Hongrie - mort en 1963 à New York aux États-Unis), aussi connu sous le nom de Naphtule ou Naftuly Brendvein était un clarinettiste juif et l'un des plus importants interprètes de l'histoire de la musique klezmer.
Notoirement alcoolique et ne sachant presque pas lire la musique, il a néanmoins régné sur le milieu des mariages juifs new-yorkais jusqu'au milieu des années 1920, période à laquelle Dave Tarras arrive sur le devant de la scène. Il effectue son dernier enregistrement en 1941 et vit les dernières années de son existence dans une obscurité relative.
Nombre des compositions de Brandwein sont devenus des standards dans le milieu de la musique klezmer, repris très fréquemment depuis la renaissance du klezmer dans les années 1970.
Son neveu Leopold Kozłowski est un pianiste, compositeur et chef d'orchestre reconnu.

## Biographie
Brandwein est né en 1884 à Przemyślany, en Galicie, dans une famille de musiciens de klezmer. Avec son père Pesach Brandwein et ses onze frères, il forme le Brandwein Brothers Orchestra.
À 19 ans, il émigre aux États-Unis où il joue rapidement un rôle prépondérant dans l'ère des albums 78 tours, se proclamant le « roi de la musique juive ». Il fait partie de la première vague des artistes américains de klezmer, ceux qui sont nés et qui ont appris leur métier en Europe, tandis que ceux de la deuxième génération ont appris la musique en Amérique, en imitant les premiers.  Entre 1922 et 1927, il a sorti vingt-quatre disques, d'abord en tant que membre de l'orchestre d'Abe Schwartz, et ensuite en tant qu'artiste solo après 1923. Jusqu'au milieu des années 1920 et l'ascension de Dave Tarras, Naftule Brandwein a dominé le milieu des mariages juifs à New York.
Toute sa vie, Brandwein n'a joué qu'à l'oreille et ne savait d'ailleurs que mal lire la musique,.
Naftule Brandwein parlait presque uniquement yiddish, même après avoir passé plus de 40 ans aux États-Unis. Il était connu autant pour sa personnalité flamboyante que pour son talent musical : on rapporte qu'il jouait parfois avec une enseigne lumineuse au néon, proclamant « l'orchestre de Naftule Brandwein », pendue autour du cou.
La faillibilité de Brandwein était aussi bien connue : il ne savait presque pas lire la musique, et était un alcoolique notoire,. Il donnait même des spectacles privés pour Murder, Inc., le groupe criminel de meurtre sous contrat.
Au milieu des années 1920 sa carrière a commencé à décliner en même temps que l'intérêt pour la musique de klezmer. Il effectua son dernier enregistrement en 1941 et vécut les dernières années de son existence dans une obscurité relative, jouant notamment dans le « Borscht Belt ».

## Style
Sa manière de jouer a incorporé non seulement l'influence de la musique juive, tout en se référant également à la musique grecque, turque et tzigane. Son style de jeu est chaleureux et animé en s'exprimant en trilles, glissandos et autres ornements qu'on trouve beaucoup dans la musique klezmer. Il est souvent comparé à Dave Tarras, un autre clarinettiste célèbre de klezmer de l'époque qui avait pourtant un style plus conservateur,.

## Postérité
Naftule n'était plus vivant pour être témoin du regain d'intérêt pour le klezmer qui s'est fait jour au milieu des années 1970. En revanche, son influence n'a pas disparue : une nouvelle génération de musiciens de klezmer le cite systématiquement comme source d'inspiration (Yom par exemple) : les traditions complexes de la musique de klezmer ne sont pas bien préservées par la musique écrite, et ses enregistrements restent fondamentalement importants pour ceux qui essayent de recréer le son original de klezmer.